# Tüwszintörijn Enchtujaa
Tüwszintörijn Enchtujaa (ur. 4 sierpnia 1982) – mongolski zapaśnik w stylu wolnym. Olimpijczyk z Aten 2004, gdzie zajął 21. miejsce w kategorii 96 kg.
Trzykrotny uczestnik mistrzostw świata, czwarty w 2003. Czwarte miejsca w mistrzostwach Azji w 2003 i 2004. Szósty w Pucharze Świata w 2002 roku. Trzeci w Pucharze Azji w 2003.